# Medford (Oregon)
Medford é uma cidade localizada no estado norte-americano de Oregon, no Condado de Jackson.

## Demografia
Segundo o censo norte-americano de 2000, a sua população era de 63.154 habitantes.
Em 2006, foi estimada uma população de 71.168, um aumento de 8014 (12.7%).

## Geografia
De acordo com o United States Census Bureau tem uma área de
56,2 km², dos quais 56,2 km² cobertos por terra e 0,0 km² cobertos por água.

## Localidades na vizinhança
O diagrama seguinte representa as localidades num raio de 12 km ao redor de Medford.

## Cidade-irmã
Medford possui uma cidade-irmã:
- Alba, Itália